# Mondeville (Calvados)
Mondeville és un municipi francès situat al departament de Calvados i a la regió de Normandia. L'any 2007 tenia 10.124 habitants.

## Demografia

### Població
El 2007 la població de fet de Mondeville era de 10.124 persones. Hi havia 4.409 famílies de les quals 1.600 eren unipersonals (663 homes vivint sols i 937 dones vivint soles), 1.118 parelles sense fills, 1.208 parelles amb fills i 483 famílies monoparentals amb fills.
La població ha evolucionat segons el següent gràfic:
Habitants censats

### Habitatges
El 2007 hi havia 4.742 habitatges, 4.482 eren l'habitatge principal de la família, 51 eren segones residències i 209 estaven desocupats. 2.592 eren cases i 2.145 eren apartaments. Dels 4.482 habitatges principals, 2.067 estaven ocupats pels seus propietaris, 2.371 estaven llogats i ocupats pels llogaters i 44 estaven cedits a títol gratuït; 260 tenien una cambra, 620 en tenien dues, 1.187 en tenien tres, 1.099 en tenien quatre i 1.315 en tenien cinc o més. 2.935 habitatges disposaven pel capbaix d'una plaça de pàrquing. A 2.293 habitatges hi havia un automòbil i a 1.340 n'hi havia dos o més.

### Piràmide de població
La piràmide de població per edats i sexe el 2009 era:
| Homes | Edats   | Dones |
| ----- | ------- | ----- |
| 0     | 95 o +  | 24    |
| 12    | 90 a 94 | 28    |
| 32    | 85 a 89 | 80    |
| 24    | 80 a 84 | 84    |
| 156   | 75 a 79 | 256   |
| 164   | 70 a 74 | 248   |
| 176   | 65 a 69 | 244   |
| 176   | 60 a 64 | 288   |
| 160   | 55 a 59 | 192   |
| 356   | 50 a 54 | 296   |
| 364   | 45 a 49 | 424   |
| 348   | 40 a 44 | 376   |
| 436   | 35 a 39 | 428   |
| 388   | 30 a 34 | 404   |
| 432   | 25 a 29 | 372   |
| 436   | 20 a 24 | 348   |
| 388   | 15 a 19 | 340   |
| 308   | 10 a 14 | 328   |
| 364   | 5 a 9   | 312   |
| 352   | 0 a 4   | 292   |

## Economia
El 2007 la població en edat de treballar era de 6.807 persones, 5.027 eren actives i 1.780 eren inactives. De les 5.027 persones actives 4.325 estaven ocupades (2.228 homes i 2.097 dones) i 702 estaven aturades (373 homes i 329 dones). De les 1.780 persones inactives 622 estaven jubilades, 712 estaven estudiant i 446 estaven classificades com a «altres inactius».

### Ingressos
El 2009 a Mondeville hi havia 4.303 unitats fiscals que integraven 9.603 persones, la mediana anual d'ingressos fiscals per persona era de 17.183 €.

### Activitats econòmiques
Dels 958 establiments que hi havia el 2007, 5 eren d'empreses extractives, 11 d'empreses alimentàries, 3 d'empreses de fabricació de material elèctric, 6 d'empreses de fabricació d'elements pel transport, 34 d'empreses de fabricació d'altres productes industrials, 69 d'empreses de construcció, 363 d'empreses de comerç i reparació d'automòbils, 44 d'empreses de transport, 47 d'empreses d'hostatgeria i restauració, 12 d'empreses d'informació i comunicació, 70 d'empreses financeres, 68 d'empreses immobiliàries, 140 d'empreses de serveis, 44 d'entitats de l'administració pública i 42 d'empreses classificades com a «altres activitats de serveis».
Dels 143 establiments de servei als particulars que hi havia el 2009, 1 era una oficina d'administració d'Hisenda pública, 2 oficines de correu, 6 oficines bancàries, 2 funeràries, 15 tallers de reparació d'automòbils i de material agrícola, 2 tallers d'inspecció tècnica de vehicles, 4 establiments de lloguer de cotxes, 4 autoescoles, 9 paletes, 8 guixaires pintors, 12 fusteries, 16 lampisteries, 10 electricistes, 7 empreses de construcció, 14 perruqueries, 2 veterinaris, 1 agència de treball temporal, 21 restaurants, 3 agències immobiliàries, 2 tintoreries i 2 salons de bellesa.
Dels 173 establiments comercials que hi havia el 2009, 5 eren hipermercats, 31 supermercats, 3 grans superfícies de material de bricolatge, 3 botigues de més de 120 m², 4 botiges de menys de 120 m², 8 fleques, 4 carnisseries, 2 botigues de congelats, 1 una botiga de congelats, 4 llibreries, 38 botigues de roba, 6 botigues d'equipament de la llar, 7 sabateries, 5 botigues d'electrodomèstics, 29 botigues de mobles, 4 botigues de material esportiu, 7 botigues de material de revestiment de parets i terra, 4 drogueries, 1 un drogueria, 4 joieries i 3 floristeries.
L'any 2000 a Mondeville hi havia 3 explotacions agrícoles.

## Equipaments sanitaris i escolars
El 2009 hi havia 4 farmàcies i 1 ambulància.
El 2009 hi havia 2 escoles maternals i 3 escoles elementals. A Mondeville hi havia 1 col·legi d'educació secundària, 1 liceu d'ensenyament general i 1 liceu tecnològic. Als col·legis d'educació secundària hi havia 438 alumnes, als liceus d'ensenyament general n'hi havia 290 i als liceus tecnològics 461.

## Poblacions més properes
El següent diagrama mostra les poblacions més properes.